# Lista gatunków roślin objętych częściową ochroną w Polsce (2012–2014)
Lista stanowi zestawienie gatunków i rodzajów roślin dziko rosnących objętych częściową ochroną gatunkową w Polsce w latach 2012–2014. Zestawienie obejmuje rośliny chronione na podstawie Rozporządzenia Ministra Środowiska z dnia 5 stycznia 2012 r. w sprawie ochrony gatunkowej roślin (Dz. U. Nr 0, poz. 81). W stosunku do wykazu obowiązującego w latach 2004–2012 lista obejmuje dodatkowo gatunek przesiąkra okółkowa (Hydrilla verticillata).
* brak polskiej nazwy

## KrasnorostyRhodophyta
| Nazwa polska             | Nazwa naukowa            | Uwagi                    |                          |
| rozróżkowate Ceramiaceae | rozróżkowate Ceramiaceae | rozróżkowate Ceramiaceae | rozróżkowate Ceramiaceae |
| ------------------------ | ------------------------ | ------------------------ | ------------------------ |
| *                        | Ceramium circinatum      | –                        |                          |
| *                        | Ceramium diaphanum       | –                        |                          |
| *                        | Ceramium rubrum          | –                        |                          |
| *                        | Ceramium tenuicorne      | –                        |                          |

## WątrobowceMarchantiophyta
| Nazwa polska                  | Nazwa naukowa                | Uwagi                        |                              |
| łuskolistowate Lepidoziaceae  | łuskolistowate Lepidoziaceae | łuskolistowate Lepidoziaceae | łuskolistowate Lepidoziaceae |
| ----------------------------- | ---------------------------- | ---------------------------- | ---------------------------- |
| biczyca trójwrębna            | Bazzania trilobata           | –                            |                              |
| piórkowcowate Trichocoleaceae |                              |                              |                              |
| piórkowiec kutnerowaty        | Trichocolea tomentella       | –                            |                              |
| rzęsiakowate Ptilidiaceae     |                              |                              |                              |
| rzęsiak pospolity             | Ptilidium ciliare            | –                            |                              |
| skosatkowate Gymnomitriaceae  |                              |                              |                              |
| skosatka zanokcicowata        | Plagiochila asplenioides     | –                            |                              |

## MchyBryophyta
| Nazwa polska                           | Nazwa naukowa               | Uwagi                                       |                             |
| bielistkowate Leucobryaceae            | bielistkowate Leucobryaceae | bielistkowate Leucobryaceae                 | bielistkowate Leucobryaceae |
| -------------------------------------- | --------------------------- | ------------------------------------------- | --------------------------- |
| bielistka jałowcowata                  | Leucobryum juniperoideum    | –                                           |                             |
| bielistka siwa                         | Leucobryum glaucum          | –                                           |                             |
| drabikowate Climaciaceae               |                             |                                             |                             |
| drabik drzewkowaty                     | Climacium dendroides        | –                                           |                             |
| gajnikowate Hylocomiaceae              |                             |                                             |                             |
| fałdownik nastroszony                  | Rhytidiadelphus squarrosus  | Dozwolone pozyskiwanie: ręczny zbiór darni. |                             |
| fałdownik trzyrzędowy                  | Rhytidiadelphus triquetrus  | –                                           |                             |
| gajnik lśniący                         | Hylocomium splendens        | –                                           |                             |
| rokietnik pospolity                    | Pleurozium schreberi        | Dozwolone pozyskiwanie: ręczny zbiór darni. |                             |
| krótkoszowate Brachytheciaceae         |                             |                                             |                             |
| brodawkowiec czysty                    | Pseudoscleropodium purum    | Dozwolone pozyskiwanie: ręczny zbiór darni. |                             |
| dzióbkowiec bruzdowany                 | Eurhynchium striatum        | –                                           |                             |
| dzióbkowiec Zetterstedta               | Eurhynchium angustirete     | –                                           |                             |
| krzywoszyjowate Amblystegiaceae        |                             |                                             |                             |
| limprichtia długokończysta             | Limprichtia revolvens       | –                                           |                             |
| limprichtia pośrednia                  | Limprichtia cossonii        | –                                           |                             |
| płonnikowate Polytrichaceae            |                             |                                             |                             |
| płonnik cienki                         | Polytrichum strictum        | –                                           |                             |
| płonnik pospolity                      | Polytrichum commune         | –                                           |                             |
| próchniczkowate Aulacomniaceae         |                             |                                             |                             |
| próchniczek błotny                     | Aulacomnium palustre        | –                                           |                             |
| rokietowate Hypnaceae                  |                             |                                             |                             |
| mokradłoszka zaostrzona                | Calliergonella cuspidata    | –                                           |                             |
| piórosz pierzasty                      | Ptilium crista-castrensis   | –                                           |                             |
| płaszczeniec marszczony                | Buckiella undulata          | –                                           |                             |
| torfowcowate Sphagnaceae               |                             |                                             |                             |
| torfowiec kończysty                    | Sphagnum fallax             | Dozwolone pozyskiwanie: ręczny zbiór darni. |                             |
| torfowiec nastroszony                  | Sphagnum squarrosum         | –                                           |                             |
| tujowcowate Thuidiaceae                |                             |                                             |                             |
| jodłówka pospolita                     | Abietinella abietina        | –                                           |                             |
| tujowiec                               | Thuidium spp.               | Wszystkie gatunki.                          |                             |
| widłozębowate Dicranaceae              |                             |                                             |                             |
| widłoząb kędzierzawy                   | Dicranum polysetum          | Dozwolone pozyskiwanie: ręczny zbiór darni. |                             |
| widłoząb miotlasty (widłoząb miotłowy) | Dicranum scoparium          | Dozwolone pozyskiwanie: ręczny zbiór darni. |                             |

## Rośliny nasienneSpermatophyta
| Nazwa polska                                             | Nazwa naukowa         | Uwagi                                                              |                       |
| araliowate Araliaceae                                    | araliowate Araliaceae | araliowate Araliaceae                                              | araliowate Araliaceae |
| -------------------------------------------------------- | --------------------- | ------------------------------------------------------------------ | --------------------- |
| bluszcz pospolity                                        | Hedera helix          | –                                                                  |                       |
| bobrkowate Menyanthaceae                                 |                       |                                                                    |                       |
| bobrek trójlistkowy                                      | Menyanthes trifoliata | Dozwolone pozyskiwanie: ścinanie ziela narzędziami ręcznymi.       |                       |
| grzybieniowate Nymphaeaceae                              |                       |                                                                    |                       |
| grążel żółty                                             | Nuphar lutea          | –                                                                  |                       |
| grzybienie białe                                         | Nymphaea alba         | –                                                                  |                       |
| kokornakowate Aristolochiaceae                           |                       |                                                                    |                       |
| kopytnik pospolity                                       | Asarum europaeum      | Dozwolone pozyskiwanie: ręczny zbiór ziela.                        |                       |
| liliowate Liliaceae                                      |                       |                                                                    |                       |
| czosnek niedźwiedzi                                      | Allium ursinum        | –                                                                  |                       |
| konwalia majowa                                          | Convallaria majalis   | Dozwolone pozyskiwanie: ręczny zbiór kwiatostanów.                 |                       |
| marzanowate Rubiaceae                                    |                       |                                                                    |                       |
| przytulia wonna (marzanka wonna)                         | Galium odoratum       | Dozwolone pozyskiwanie: ścinanie ziela narzędziami ręcznymi.       |                       |
| motylkowate (bobowate) Fabaceae                          |                       |                                                                    |                       |
| wilżyna                                                  | Ononis spp.           | Wszystkie gatunki.                                                 |                       |
| pierwiosnkowate Primulaceae                              |                       |                                                                    |                       |
| pierwiosnek lekarski (pierwiosnka lekarska)              | Primula veris         | –                                                                  |                       |
| pierwiosnek wyniosły (pierwiosnka wyniosła)              | Primula elatior       | –                                                                  |                       |
| przewiertniowate Caprifoliaceae                          |                       |                                                                    |                       |
| kalina koralowa                                          | Viburnum opulus       | –                                                                  |                       |
| skalnicowate Saxifragaceae (agrestowate Grossulariaceae) |                       |                                                                    |                       |
| porzeczka czarna                                         | Ribes nigrum          | Dozwolone pozyskiwanie: ręczny zbiór liści.                        |                       |
| szakłakowate Rhamnaceae                                  |                       |                                                                    |                       |
| kruszyna pospolita                                       | Frangula alnus        | Dozwolone pozyskiwanie: zdzieranie kory ze ściętych pędów.         |                       |
| toinowate Apocynaceae                                    |                       |                                                                    |                       |
| barwinek pospolity                                       | Vinca minor           | –                                                                  |                       |
| trawy (wiechlinowate) Poaceae                            |                       |                                                                    |                       |
| turówka leśna                                            | Hierochloë australis  | Dozwolone pozyskiwanie: ścinanie ziela narzędziami ręcznymi.       |                       |
| turówka wonna                                            | Hierochloë odorata    | –                                                                  |                       |
| turzycowate (ciborowate) Cyperaceae                      |                       |                                                                    |                       |
| turzyca piaskowa                                         | Carex arenaria        | –                                                                  |                       |
| złożone (astrowate) Asteraceae                           |                       |                                                                    |                       |
| kocanki piaskowe                                         | Helichrysum arenarium | Dozwolone pozyskiwanie: ścinanie i zrywanie pędów kwiatostanowych. |                       |
| żabiściekowate (Hydrocharita)                            |                       |                                                                    |                       |
| przesiąkra okółkowa                                      | Hydrilla verticillata | –                                                                  |                       |